# Carretera Tunas-Bayamo
Es una carretera de 73 km, considerada parte de la Carretera Central porque lleva directamente hacia Las Tunas sin necesidad de pasar por Holguín. Fue construida durante los años 30, con el lema: Agua, caminos y escuelas, mismo que se usó durante la construcción de la Carretera Central.

## Características técnicas
La carretera tiene 6 metros de ancho, dos carriles en una sola senda. La velocidad máxima del recorrido es de aproximadamente 60 km/h

## Ruta
| CARRETERA TUNAS - BAYAMO      | CARRETERA TUNAS - BAYAMO | CARRETERA TUNAS - BAYAMO |
| ----------------------------- | ------------------------ | ------------------------ |
| Salida                        | ↓km↓                     | Provincia                |
| Bayamo                        | 0.0                      | Granma                   |
| Cauto Embarcadero             | 26.0                     | Granma                   |
| Río Salado                    | 39.6                     | Granma                   |
| Vado del Jeso                 | 42.7                     | Granma                   |
| San Juan                      | 66.8                     | Las Tunas                |
| Las Tunas ( Carretera Central | 73.7                     | Las Tunas                |